# Verbo riflessivo
Nella lingua italiana un verbo riflessivo è un verbo che, nella propria coniugazione, è sempre accompagnato da un pronome riflessivo e in cui il soggetto corrisponde al complemento oggetto. In altre lingue (ad esempio nel francese), è riscontrabile la presenza di verbi con caratteristiche simili.
Dal punto di vista semantico, spesso i verbi riflessivi hanno la caratteristica di far coincidere l'agente e il paziente (in italiano, il soggetto e il complemento oggetto). In questo senso i linguisti usano anche i termini auto benefattivo e medio.

## Categorie di verbi riflessivi
- Riflessivo proprio

Nelle frasi con un verbo riflessivo proprio il soggetto dell'azione corrisponde al complemento oggetto. Questa categoria può essere considerata l'unica vera categoria di verbi riflessivi.
Es. Mario si pettina (=Mario pettina se stesso)
Es. Sara si lava (=Sara lava se stessa)
- Riflessivo apparente

Nei verbi riflessivi apparenti, la particella riflessiva rappresenta il complemento di termine, essendo già presente un complemento oggetto.
Es. Luigi si asciuga i capelli (=Luigi asciuga i capelli a se stesso)
Es. Luisa si pettina i capelli (=Luisa pettina i capelli a se stessa)
- Riflessivo reciproco

Nei verbi riflessivi reciproci ci sono due soggetti che compiono l'azione descritta (predicato) a vicenda.
Es. Sara e Mario si sposano (= Mario sposa Sara e Sara sposa Mario)
Es. Elena e Laura si scrivono (= Elena scrive a Laura e Laura scrive a Elena)
- Riflessivo pleonastico

Nei verbi riflessivi pleonastici la particella riflessiva non ha un ruolo fondamentale, infatti se questa viene tolta, il senso della frase non varia. Questa particella riflessiva ha la funzione di rafforzare il significato del verbo esprimendo piacere o soddisfazione nel compimento dell'azione espressa dal verbo.
Es. Si è mangiato una pizza (= Ha mangiato una pizza)
Es. Si è bevuto l'aranciata (= Ha bevuto l'aranciata)
Es. Mi sono comprata una gonna (= Ho comprato una gonna)
Es. Mi sono fatta un regalo per aver superato l'esame (= Ho comprato un regalo per me quale premio per il mio esame)